# Marek Sowa
Pour les articles homonymes, voir Sowa.
Marek Jan Sowa (né le 4 février 1967  à Libiąż (district de Chrzanów), dans la voïvodie de Petite-Pologne) est une personnalité politique polonaise.

## Biographie
Marek Sowa a commencé à travailler aussitôt après sa scolarité au lycée technique d'Oświęcim. En 1990, il part pendant 18 mois en Finlande et crée à son retour sa propre entreprise. En 1994, il est élu au conseil municipal de la commune de Chełmek, et est choisi comme maire-délégué (sołtys) du village de Bobrek. 
Il entreprend parallèlement en 1996 des études de gestion (licence à l'École supérieure d'entrepreneuriat et de marketing de Chrzanów (pl) puis diplôme de master en 2003 de la faculté de management de l'École des mines de Cracovie).
Après la réforme de décentralisation de 1999, Marek Sowa travaille pour la collectivité territoriale de Petite-Pologne et devient rapidement directeur général adjoint des services, recruté par Janusz Sepioł devenu maréchal de la voïvodie. En 2006, il est élu (sur la liste de la Plateforme civique (PO) à la diétine de la voïvodie (assemblée régionale). 
Réélu en 2010, il devient maréchal de la voïvodie (chef de l'exécutif régional). 
Il s’attelle à renforcer la coopération internationale décentralisée, par exemple avec la région française Rhône-Alpes. 
Élu député lors des élections parlementaires de 2015, il démissionne aussitôt de la direction de la région et Jacek Krupa est élu pour lui succéder au poste de maréchal.